# Симони, Ренато
Рена́то Симо́ни (итал. Renato Simoni; 5 сентября 1875[…], Верона, Венеция — 5 июля 1952, Милан) — итальянский драматург, либреттист, режиссёр и театральный критик.

## Биография
Родился 5 сентября 1875 года в Вероне, Венеция, Италия. Работал в качестве театрального обозревателя в итальянских газетах. Написал либретто опер «Мадам Сан-Жен» Умберто Джордано (1915), «Турандот» Джакомо Пуччини (1924, совместно с Джузеппе Адами) и других, ряда оперетт и балетов. Был завсегдатаем магазина «Пек». 
Скончался 5 июля 1952 года в Милане, Ломбардия, Италия.

## Комедии
- La vedova  (1903)
- Carlo Gozzi (1903)
- Tramonto (1906)
- Congedo (1910)